# Cendana (Kutasari)
Cendana is een bestuurslaag in het regentschap Purbalingga van de provincie Midden-Java, Indonesië. Cendana telt 4400 inwoners (volkstelling 2010).